# Klorówka
Klorówka – wzgórze o wysokości 176,2 m n.p.m. w północnej części Wysoczyzny Łobeskiej, położone w woj. zachodniopomorskim, w powiecie świdwińskim, na obszarze gminy Sławoborze i gminy Rąbino.
Klorówka jest centralnym i najwyższym wzniesieniem moreny, którą tworzą także grupy wzniesień: Kłodziny (północno-wschodni obszar) oraz Gromadne Góry (południowo-zachodni obszar).
Na Klorówce znajduje się leśna wieża obserwacyjna o wysokości 32 m.
Wzniesienie stanowi miejsce odpoczynku na Szlaku Skarbów Sławoborskich Lasów i Doliny Pokrzywnicy
Ok. 2 km na północny wschód od Klorówki leżą wsie: Dołganów i Kłodzino.
Nazwę Klorówka wprowadzono urzędowo w 1950 roku, zastępując poprzednią niemiecką nazwę Klor Berg.